# Смит, Джеральд Томас
Дже́ральд То́мас Сми́т (англ. Gerald Thomas Smith), он же Дже́рри Сми́т (англ. Jerry Smith; 19 июля 1943, Юджин, штат Орегон, США — 15 октября 1986, Силвер-Спринг, штат Мэриленд, США) — американский футболист, тайт-энд команды Вашингтонские Краснокожие в 1965—1977 годах. На время завершения спортивной карьеры удерживал рекорд Национальной футбольной лиги по числу тачдаунов. В документальном фильме «Футбольная жизнь», который был снять Вещательной сетью Национальной футбольной лиги в 2014 году, рассказывается о карьере и двойной жизни футболиста — «скрытого гомосексуального мужчины и звёздного спортсмена».

## Личная жизнь
Родился 19 июля 1943 года в городке Юджин. Джеральд Томас Смит был скрытым гомосексуалом и, по словам американского футболиста Брига Оуэнса, жил в постоянном страхе перед аутингом, так как понимал, что если о его гомосексуальной ориентации станет известно общественности, то ему придётся оставить спорт. Оуэнс был одним из немногих товарищей Смита по команде, которые знали о его гомосексуальности. Некоторое время за «Вашингтонских Краснокожих» с ними играл Дэйв Коупей, который в 1972 году совершил каминг-аут, приведший к завершению его спортивной карьеры. В своей автобиографии Коупей, под вымышленным именем, описал свои отношения со Смитом, и после выхода книги тот перестал с ним общаться. Оуэнс, дочери которого звали его «дядя Джерри», и Лен Хосс остались единственными друзьями Смита по команде. Позиция друзей и главного тренера Винса Ломбарди, у которого гомосексуалом был брат, оградила Смита от гомофобной риторики в раздевалке.
Он умер от СПИДа 15 октября 1986 года в больнице Святого Креста в Силвер-Спринг, в штате Мэриленд. Смит стал первым бывшим профессиональным спортсменом, умершим от этой болезни. Его похоронили на кладбище Гейт-оф-Хейвен. Хотя спортсмен публично признал свой диагноз, он не совершил каминг-аута. Гомосекусальная ориентация Смита была подтверждена после его смерти Коупеем. Логотип «Вашингтонских Краснокожих» с номером 87 на униформе Смита стал частью мемориального одеяла с именами людей, умерших от СПИДа. В 2014 году сеть Национальной футбольной лиги посвятила спортсмену передачу «Футбольная жизнь: Джерри Смит», в которой рассказывалось о его карьере и смерти от СПИДа. Одним из участников передачи был Бриг Оуэнс. Когда его спросили, возможно ли введение Смита в Зал спортивной славы, Оуэнс ответил, что Смит уже был бы там, если бы не было известно о том, что он гомосексуал. В 1990 году Конгресс США принял Закон Джерри Смита об исследованиях, профилактике и возникновении СПИДа, ставший первой широкомасштабной попыткой борьбы с этой болезнью на федеральном уровне.

## Профессиональная карьера
Играл в 9-м раунде (сто восемнадцатая очередь) в драфте Национальной футбольной лиги 1965 года за «Солнечных Дьяволов» команду штата Аризона. В том же году был включён в состав «Вождей Канзас-Сити» в 18-м раунде драфта Американской футбольной лиги. Сделал блестящую спортивную карьеру, играя за «Вашингтонских Краснокожих» под руководством главных тренеров Билла Макпика, Отто Грэма, Винса Ломбарди и Джорджа Аллена. Играл в Супербоул VII в конце сезона 1972 года. Издание «Спортивный иллюстратор» назвало его «выдающимся ресивером среди трудных концовок, способным прорываться наружу с большим преимуществом». Смит поймал 421 передачу, в том числе 60 тачдаунов, что на тот момент было рекордом. Он дважды был назван лучшим профессиональным игроком и установил несколько рекордов Национальной футбольной лиги, которые продержались годы. В 2011 году Ассоциация исследователей профессионального американского футбола включила Смита в Зал очень хорошего класса 2011 года по версии ассоциации.
В 1971 году в рамках тура Объединённых организаций обслуживания вооружённых сил совместно с Национальной футбольной лигой Смит, вместе с другими известными игроками — Джоном Брауном, Бучем Бердом, Фредом Хоглином, Джорджем Кунзем и Томом Вудэшиком посетил военнослужащих раненных во Вьетнаме. С 1967 по 1970 год Смит был постоянным игроком «Вашингтонских Краснокожих». Он пропустил несколько игр в 1971 году из-за травмы, но вернулся в качестве основного игрока в следующем сезоне, и играл до своего последнего сезона в 1977 году. За свою карьеру Смит несколько раз выступал в составе команды профи.